# Hoogland van Aldan
Het Hoogland van Aldan (Russisch: Алданское нагорье; Aldanskoje nagorje) is een hoogland in Oost-Siberië, in het zuidoostelijk deel van de Russische autonome republiek Jakoetië. De gemiddelde hoogte varieert tussen de 800 en 1000 meter.
Het hoogland wordt in het noorden begrensd door de Aldanrivier, in het zuidwesten, zuiden en zuidoosten door het Stanovojgebergte, in het westen door de Oljokma, in het oosten door de Oetsjoer en in het zuidoosten door de Gonam. De noordoostelijke rand wordt gevormd door de Soennagyn (Aldan-Oetsjoergebergte), Westelijke Jangi en Ket-Kap. Het hoogland loopt op in hoogte naar het oosten toe en telt aldaar een aantal toppen van meer dan 2000 meter hoogte (maximum hoogte: 2306 meter). Het hoogland is diep doorsneden door valleien van de zijrivieren van de Aldan en Amga.
Het hoogland is opgebouwd uit gneis en kristallijne schisten van Archeïsche en Proterozoïsche oorsprong uit het Aldanschild (ongeveer 2,5 miljard MA).
De taiga op het hoogland bestaat tussen 1100 en 1300 meter hoogte met name uit lariks- en dennenbossen en boven de 1300 meter overheerst schaarse begroeiing met lariksen en Siberische dwergden. Aan de kale toppen bevindt zich bergtoendra.
Het hoogland is praktisch onbewoond. Na de vondst van ertslagen met goud, steenkool, mica, koper en ijzer werden er een aantal plaatsen gesticht tegen het einde van de 19e en het begin van de 20e eeuw, zoals Aldan (goud, mica, uranium en zeldzame aarde), Nerjoengri (steenkool), Tsjoelman (steenkool, mica). In het gebied liggen het Steenkoolbekken van Zuid-Jakoetië en het IJzerertsgebied van Zuid-Aldan.
De rivier de Timpton heeft haar bronnen op het hoogland en doorkruist het en telt een aantal kunstwerken voor de waterkrachtenergiewinning.
De Amoer-Jakoetsk spoorlijn doorkruist het hoogland en wordt gebruikt voor het afvoeren van de steenkool die wordt gewonnen rond Nerjoengri en moet in de toekomst (2012) Jakoetsk verbonden met het Russische spoornetwerk.